# Luther Boyd Eubanks
Luther Boyd Eubanks (* 31. Juli 1917 in Caprock, Lea County, New Mexico; † 21. Januar 1996 in Oklahoma City, Oklahoma) war ein US-amerikanischer Jurist und Politiker. Nach seiner Berufung durch Präsident Lyndon B. Johnson fungierte er von 1965 bis 1986 als Bundesrichter.

## Werdegang
Nach dem Schulbesuch schrieb sich Luther Eubanks an der University of Oklahoma in Norman ein und erwarb dort 1940 den Bachelor of Arts. Es folgte 1942 der Bachelor of Laws an der Law School derselben Universität. Anschließend trat er während des Zweiten Weltkrieges der US Army bei, in der er von 1942 bis 1945 als Techniker diente. Nach seinem Abschied vom Militär wurde er Staatsanwalt im Cotton County in Oklahoma; diese Funktion hatte er von 1946 bis 1949 inne. Danach war Eubanks von 1949 bis 1952 Abgeordneter im Repräsentantenhaus von Oklahoma für die Demokratische Partei. Von 1950 bis 1956 praktizierte er als privater Rechtsanwalt in Walters; anschließend saß er bis 1965 als Richter an einem Bezirksgericht.
Am 19. Juli 1965 wurde Eubanks durch Präsident Johnson zum Richter am Bundesbezirksgericht für den westlichen Distrikt von Oklahoma ernannt; der betreffende Sitz war zuvor neu eingerichtet worden. Nach der Bestätigung durch den US-Senat, die am 11. August desselben Jahres erfolgte, konnte er sein Amt unmittelbar darauf antreten. Ab 1982 stand er diesem Bundesgericht als Chief Judge vor. Am 30. Juni 1986 wechselte er in den Senior Status und ging damit faktisch in den Ruhestand. Sein Sitz fiel an Layn R. Phillips; den Vorsitz des Gerichts übernahm Ralph Gordon Thompson. Luther Eubanks legte sein Richteramt dann am 31. August 1987 auch offiziell nieder.